# Єсіцька міська адміністрація
Єсі́цька міська адміністрація (каз. Есік қаласы әкімдігі, рос. Есикская городская администрация) — адміністративна одиниця у складі Єнбекшиказахського району Алматинської області Казахстану. Адміністративний центр — місто Єсік.
Населення — 41018 осіб (2021; 34355 у 2009, 31254 у 1999, 26955 у 1989).
Станом на 1989 рік існувала Іссицька міська рада (місто Іссик, села Аймен, Болек, Карасай). Пізніше села утворили окремий Болецький сільський округ. 2025 року до складу міської адміністрації передано 17,00 км² Болецького сільського округу та 8,29 км² Рахатського сільського округу.